# Coffea macrocarpa
Coffea macrocarpa är en måreväxtart som beskrevs av Achille Richard. Coffea macrocarpa ingår i släktet Coffea och familjen måreväxter. Inga underarter finns listade i Catalogue of Life.